# Henrik Evensen
Henrik Evensen, né le 17 novembre 1994 à Maura (en), est un coureur cycliste norvégien.

## Biographie
En juin 2018, il remporte deux étapes puis le classement général de la Ronde de l'Oise.

## Palmarès et résultats

### Palmarès par année
- 2018
  - Ronde de l'Oise:
    - Classement général
    - 1re et 4e étapes

### Classements mondiaux
| Année           | 2016   | 2017   | 2018 |
| --------------- | ------ | ------ | ---- |
| UCI Europe Tour | 1 426e | 1 484e | 672e |